# توماسکانتور
توماسکانتور (Thomaskantor) یک اصطلاح رایج برای مدیر و رهبر موسیقی گروه کُر پسرانِ نوجوان موسوم به تومانرکُر است که در سال ۱۲۱۲ در شهر لایپزیگ پایه‌گذاری شد. عنوان رسمی تاریخی توماسکانتور به زبان لاتین، «خواننده و مدیر موسیقی» (لاتین: Cantor et Director Musices) بوده و اشاره‌ای به این موضوع است که در آن هنگام توماسکانتور هم خواننده و هم مدیر و رهبر گروه کر بوده‌است. در مقام خواننده، توماسکانتور وظیفهٔ تمرین دادن، آماده‌سازی و اجرای آوازهای گروه کر را برای خدمت در چهار کلیسای لوتری بر عهده داشت: کلیسای سنت توماس، کلیسای سنت نیکلاس، کلیسای سنت متیو و کلیسای سنت پیتر. وی همچنین موسیقی و سایر درس عمومی را هم می بایست درس دهد. در مقام مدیر و رهبر موسیقی، توماسکانتور هماهنگی و اجرای موسیقی را برای مناسبت‌های گوناگون شهری مانند انتخابات شورای شهر و مراسم بزرگداشت ترتیب می‌داد. هرگونه اجراهای مربوط به دانشگاه در کلیسای پائولین انجام شد. یوهان سباستیان باخ مشهورترین توماسکانتور بود که از سال ۱۷۲۳ تا ۱۷۵۰ این وظیفه را بر عهده داشت. جایگاه توماسکانتور در زمان باخ به عنوان «یکی از معتبرترین و تأثیرگذارترین شغل‌ها و جایگاه‌های موسیقی آلمان پروتستان» توصیف شده‌است.
خواندن و اجرای موسیقی برای مراسم لوتری در شهر لایپزیگبرنامه‌ریزی دقیقی داشت. کتاب کلیسا (کتابی کامل حاوی اناجیل و رساله‌ها مذهبی برای هر اعیاد و روز مذهبی در تمام طول سال …) آوازها و موسیقی‌های تاییدشده و دارای مجوز را فهرست می‌کند که هر سال تکرار می‌شدند. کریسمس، عید پاک و عید پنجاهه هر کدام به مدت سه روز جشن گرفته می‌شد و بسیاری از روزهای عید دیگر نیز مراسم خاص خود را داشتند. کتابخانه سنت توماس دارای آثاری در زمینۀ آوازهای چندصدایی از قرن پانزدهم به بعد است. توماسکانتور به شورای شهر، رئیس مدرسه شبانه‌روزی سنت توماس و سرپرست کلیسا گزارش می‌داد. توماسکانتور در روند پذیرش دانش آموزان جدید در مدرسه سنت توماس هم شرکت داشت. برای به‌دست آوردن بودجه بیشتر، گروه کر در مراسم عروسی و عزا نیز برنامه اجرا می‌کرد.
از دیگر توماسکانتورهای سرشناس می‌توان به یوهان شاین، یوهان کونو، یوهان فریدریش دولس، یوهان آدام هیلر، موریتس هاوپتمان و کورت توماس، اشاره کرد.